# Lufthansa-Airport-Express

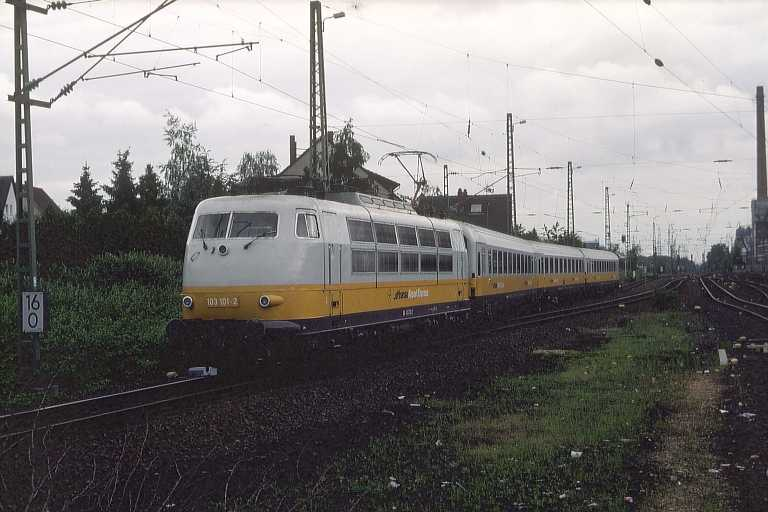
Pociąg ekspresowy prowadzony przez BR103

Lufthansa-Airport-Express - eleganckie i komfortowe pociągi ekspresowe, które kursowały od lotniska w Düsseldorfie do Frankfurtu nad Menem i Stuttgartu. Połączenia ekspresowe uruchomiono 28 marca 1982 roku. Składy pasażerskie prowadzone były przez lokomotywy elektryczne Baureihe 103 pomalowane na charakterystyczny kolor biały i żółty. Pociągi ekspresowe kursowały jako Trans Europ Express.  kursowanie pociągów ekspresowych zostało zawieszone w dniu 23 maja 1993 roku.